# Dir En Grey
Dir En Grey este o trupă japoneză de heavy metal și Visual kei formată în anul 1997.

## Discografie
Albume de studio
- Gauze (1999)
- Macabre (2000)
- Kisou (2002)
- Vulgar (2003)
- Withering to Death (2005)
- The Marrow of a Bone (2007)
- Uroboros (2008)
- Dum Spiro Spero (2011)
- Arche (2014)
- The Insulated World (2018)
- Phalaris (2022)

## Membri
- Kyo (京?) – Voce
- Kaoru (薫?) – Chitară ritmică, back vocal
- Die – Chitară, back vocal
- Shinya – Tobe
- Toshiya – Chitară bas, back vocal